# SUSE Linux
SUSE Linux (în trecut scris și S.u.S.E) este o distribuție Linux foarte populară, în special în Europa. Numele S.u.S.E este un acronim pentru  "Software- und System-Entwicklung", în limba germană ("Dezvoltare de software și sisteme", în română).

## Istorie
SuSE GmbH. a fost fondat la sfârșitul lui 1992 ca o firmă de consultanță UNIX. La început, compania lansa regulat diverse pachete software, printre care și o variantă de Slackware, și imprima manuale de UNIX și Linux. La început, SUSE Linux era doar o traducere germană pentru Slackware.
Prima versiune de Slackware pe CD creată de SUSE a fost scoasă pe piață în 1994, sub numele de S.u.S.E Linux 1.0. Mai târziu, această versiune a fost integrată cu distribuția Jurix, pentru a crea prima versiune originală de SUSE (S.u.S.E Linux 4.2 în 1996). 
Compania SUSE GmbH a fost achiziționată de Novell în 4 noiembrie 2003, pentru suma de 210 milioane USD. În 2005, Novell a deschis dezvoltarea sistemului către comunitate prin înființarea proiectului openSUSE.
În noiembrie 2010, Novell a fost achiziționată de compania Attachmate în cadrul unei tranzacții mai complexe. Ulterior, compania a declarat că intenționează să administreze SUSE ca o entitate separată de Novell, dând naștere unor speculații cu privire la posibila revânzare a diviziei de Linux. În 2014 Micro Focus a încheiat un acord cu Attachmate pentru mai multe produse, inclusiv SUSE, iar în septembrie 2016 Micro Focus a anunțat o fuziune cu o parte din HP Enterprise (HPE), companie desprinsă din cadrul HP, în urma căreia SUSE a devenit distribuția preferată a HPE.

## Caracteristici
Unul din punctele forte ale distribuției este suita de programe de instalare și configurare YaST, una dintre cele mai avansate și mai prietenoase dintre echivalentele sale din lumea Linux. SUSE are inclus foarte mult software într-o distributie pe CD-uri (sau DVD). Poate adopta foarte repede noi versiuni de software, biblioteci, etc. Este orientată atât către profesioniști cât și către începători.
Distribuția lansată în 4 noiembrie 2015 sub numele openSUSE Leap 42.1 a inaugurat un nou tip de distribuție hibridă, bazată pe surse din SUSE Linux Enterprise (SLE), care posedă un nivel de stabilitate neîntâlnit în versiunile precedente. 